# 27P/Crommelin
El cometa Crommelin, también conocido como cometa Pons-Coggia-Winnecke-Forbes, es un cometa periódico con un período orbital de casi 28 años. Se ajusta a la definición clásica de cometa tipo Halley, con (20 años < período < 200 años). Lleva su nombre por el astrónomo inglés Andrew C.D. Crommelin, que calculó su órbita en 1930. Es uno de solo cuatro cometas en no ser nombrado como su(s) descubridor(es), los otros tres son los cometas Halley, Encke y Lexell. Llegará al perihelio (su distancia más próxima al Sol) cerca del 27 de mayo de 2039, cuando estará cerca de una distancia máxima aproximada al perihelio de la Tierra.

## Historial de observaciones
La primera observación fue por el astrónomo francés Jean-Luis Pons, del 23 de febrero de 1818 hasta el 27 de febrero, pero el mal clima le impidió seguirlo. El astrónomo alemán Johann Franz Encke intentó calcular su órbita, pero terminó con errores demasiado grandes.
En 1872, el astrónomo John R. Hind realizó un cálculo orbital aproximado y observó que estaba cerca de la del cometa Biela. Basado en estas observaciones, Edmund Weiss teorizó posteriormente que quizá haya sido parte del cometa Biela.
La siguiente observación fue el 10 de noviembre de 1873 por el francés Jérôme Eugène Coggia, y también el 11 de noviembre por el alemán August Winnecke, pero lo perdieron para el 16 de noviembre. Weiss y Hind retomaron los cálculos e intentaron correlacionarlos nuevamente con la aparición de 1818.
El tercer descubrimiento fue por el sudafricano Alexander F. I. Forbes, el 19 de noviembre de 1928, y confirmado por el inglés Harry Edwin Wood, el 21 de noviembre. Finalmente, fue Crommelin quien estableció la órbita y la vinculó a los cometas de 1818 (Pons), y de 1873 (Coggia-Winnecke).
En su último regreso, 27P/Crommelin fue redescubierto el 12 de mayo de 2011 con una magnitud aparente de 18.7 y, alcanzó una magnitud de 10.7 en su perihelio, el 3 de agosto de ese año. Fue observado por última vez en enero de 2012 y pasó a 1.5 UA de Saturno, el 11 de julio de 2015.
Su próximo perihelio será el 27 de mayo de 2039. Cerca del perihelio, el cometa estará a 0.74 UA del Sol y a 1.73 UA de la Tierra. Esto es lo más lejos de la Tierra que puede llegar un cometa durante el perihelio.
El 22 de diciembre de 2120, pasará a 0.297 UA (44.4 millones de kilómetros) de la Tierra.